# Dietrich Oehler
Dietrich Oehler (* 4. Oktober 1915 in Görlitz; † 27. Dezember 2005 im Allgäu) war ein deutscher Rechtswissenschaftler. Er lehrte an den Universitäten Berlin (FU) und Köln.

## Werdegang
Dietrich Oehler stammte aus eine Pastorenfamilie. 1933 machte er Abitur und studierte anschließend Rechtswissenschaft in Innsbruck und Halle (Saale), wo er 1939 mit einer zivilrechtlichen Arbeit promoviert wurde. Nach Kriegsdienst und Gefangenschaft habilitierte er sich 1949 mit einer strafrechtshistorischen Arbeit an der Universität Münster und erhielt die venia legendi für die Fächer Strafrecht, Strafprozessrecht und Evangelisches Kirchenrecht. Zunächst lehrte er als Privatdozent in Münster, ab 1951 als außerordentlicher und ab 1954 als ordentlicher Professor an der Freien Universität Berlin. 1957/58 war er dort als Dekan der Juristischen Fakultät tätig. Oehler lehnte einen Ruf an die Universität Marburg ab, wechselte aber 1961 an die Universität zu Köln. Als Direktor des Kriminalwissenschaftlichen Instituts baute er dort die Abteilung für Ausländisches und Internationales Strafrecht auf, die er ein Vierteljahrhundert lang leitete. Auch in Köln wurde er zum Dekan der Rechtswissenschaftlichen Fakultät gewählt (1966–1968). 1967 gründete Oehler gemeinsam mit Heinz Hübner, Klaus Stern und Hans Brack das Institut für Rundfunkrecht an der Universität zu Köln und übernahm die Leitung der strafrechtlichen Abteilung des Instituts. 1984 wurde er emeritiert.

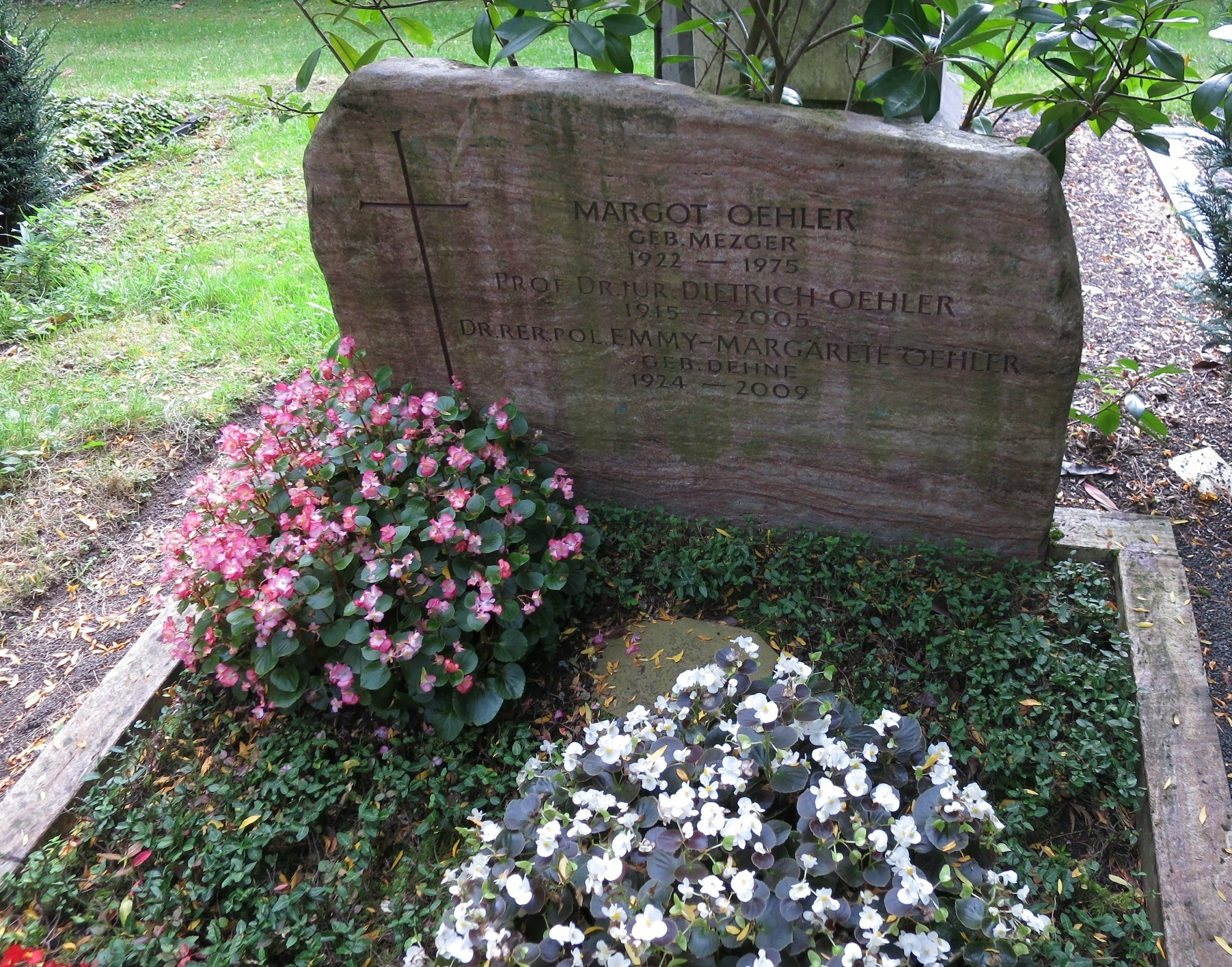
Grab auf Melaten-Friedhof

Die Arbeitsschwerpunkte des konservativen Rechtswissenschaftlers Oehler bildeten die Strafrechtsgeschichte und -dogmatik, das Rundfunkrecht, das Evangelische Kirchenrecht, vor allem aber das Internationale Strafrecht.
Oehler wurde auf dem Kölner Friedhof Melaten (Lit. H) beigesetzt.

## Schriften (Auswahl)
- Wurzel, Wandel und Wert der strafrechtlichen Legalordnung. De Gruyter, Berlin 1950 (Habilitation).
- Das objektive Zweckmoment in der rechtswidrigen Handlung (= Berliner Juristische Abhandlungen; 1). Duncker & Humblot, Berlin 1959.
- Internationales Strafrecht. Heymann, Köln 1973. – ISBN 3-452-17654-1 (2., neubearb. u. erw. Aufl., 1983, ISBN 3-452-19312-8).